# پوئنت-ا-لا-کروا، کبک
پوئنت-ا-لا-کروا (به فرانسوی: Pointe-à-la-Croix) شهری در منطقه شهری آوینیون ناحیه گاسپزی-ایل-دو-لا-مادلن در استان کبک کانادا است. در سرشماری سال ۲۰۱۱ این شهر ۱٬۵۸۰ نفر جمعیت داشته‌است و مساحت آن ۳۹۴٫۰۳ کیلومتر مربع است.